# Морган-Фармс (Техас)
Морган-Фармс (англ. Morgan Farm) — переписна місцевість (CDP) в США, в окрузі Сан-Патрисіо штату Техас. Населення — 573 особи (2020).

## Географія
Морган-Фармс розташований за координатами 28°0′20″ пн. ш. 97°33′13″ зх. д. / 28.00556° пн. ш. 97.55361° зх. д. (28.005491, -97.553494).  За даними Бюро перепису населення США в 2010 році переписна місцевість мала площу 8,69 км², уся площа — суходіл.

## Демографія
Згідно з переписом 2010 року, у переписній місцевості мешкали 463 особи в 153 домогосподарствах у складі 116 родин. Густота населення становила 53 особи/км².  Було 187 помешкань (22/км²).
Расовий склад населення:
| - 88,1 % — білих - 2,8 % — чорних або афроамериканців - 0,6 % — корінних американців - 0,2 % — азіатів - 8,2 % — осіб інших рас |

До двох чи більше рас належало 0,0 %. Частка іспаномовних становила 71,5 % від усіх жителів.
За віковим діапазоном населення розподілялося таким чином: 24,8 % — особи молодші 18 років, 64,0 % — особи у віці 18—64 років, 11,2 % — особи у віці 65 років та старші. Медіана віку мешканця становила 39,9 року. На 100 осіб жіночої статі у переписній місцевості припадало 91,3 чоловіків;  на 100 жінок у віці від 18 років та старших — 95,5 чоловіків також старших 18 років.
Середній дохід на одне домашнє господарство  становив 62 842 долари США (медіана — 61 316), а середній дохід на одну сім'ю — 58 503 долари (медіана — 60 156). За межею бідності перебувало 7,2 % осіб, у тому числі 0,0 % дітей у віці до 18 років та 0,0 % осіб у віці 65 років та старших.
Цивільне працевлаштоване населення становило 220 осіб. Основні галузі зайнятості: освіта, охорона здоров'я та соціальна допомога — 22,7 %, будівництво — 19,5 %, сільське господарство, лісництво, риболовля — 15,9 %.